# Flärken (Skorpeds socken, Ångermanland, 703385-160662)
Flärken är en sjö i Örnsköldsviks kommun i Ångermanland och ingår i Nätraåns huvudavrinningsområde.